# Dudley, Massachusetts
Dudley este un oraș în comitatul Worcester, Massachusetts, Statele Unite ale Americii. Populația localității era de 11.390 de persoane conform recensământului din 2010.

## Istoric
Teritoriul orașului Dudley a fost locuit încă din 1714 și a fost încorporat oficial în cadrul coloniilor americane în 1732. Orașul a fost numit după proprietarii de terenuri Paul și William Dudley.
În aprilie 1776, pe drumul său de la Boston la New York, după victoria sa în Asediul Bostonului, generalul George Washington a stabilit tabăra Armatei Continentale  în orașul Dudley, de-a lungul a ceea ce este acum o parte a Autostrăzii 31, în apropiere de granița cu statul Connecticut. În timpul călătoriei, s-a zvonit că o „mare cantitate” de armament și de provizii capturate de la britanici au fost „ascunse în pământ” în zonele rurale aflate de-a lungul traseului. Materialele ascunse, care urmau să fie folosite pentru întărirea apărării statului Massachusetts sau pentru a acoperi o retragere dinspre sud, nu au fost niciodată folosite sau înregistrate ca fiind recuperate.
Soldații Uniunii din Dudley, care au făcut parte din Regimentul 15 Infanteriști Voluntari din Massachusetts, au suferit pierderi grele în timpul Bătăliei de la Gettysburg cu soldații Confederației. Dudley era principalul producător al „cizmelor Brogan” purtate de Armata Uniunii și a produs majoritatea uniformelor standard ale Uniunii purtate în timpul Războiului Civil.

## Geografie
Potrivit United States Census Bureau, orașul are o suprafață totală de 57 km2, din care 54 km2 este uscat și 2,6 km2 sau 4,58% este apă. Dudley este mărginit la nord-est de Oxford, la nord de Charlton, la vest de Southbridge, la sud de Woodstock și Thompson, Connecticut, și la est de Webster, cu care a avut în mod tradițional cele mai apropiate relații culturale și politice.

## Demografie
Potrivit recensământului din 2000 orașul avea 10.036 de locuitori, 3.737 de gospodării și 2.668 familii. Densitatea populației era de 184,1 loc./km2.  Structura rasială a orașului era următoarea: 96,83% albi, 0,23% afro-americani, 0.23% nativi americani, 0,74% asiatici, 0,75% alte rase și 0.97% din două sau mai multe rase. Populația hispanică sau latino avea o pondere de 2,01% din populație.

## Persoane notabile
- James Blood, ofițer în Război Civil și cel de-al doilea soț al Victoriei Woodhull (membră a mișcării sufragetelor și prima femeie-candidat prezidențial)
- Jacob P. Chamberlain, fost congresman american
- The Hotelier, trupă emo
- Leo Martello, preot Wicca și activist pentru drepturile civile
- William Whiting II, fost congresman american, industriaș în domeniul hârtiei, filantrop